# Mikałaj Ryndziuk
Mikałaj Ryndziuk (biał. Мікалай Рындзюк, ros. Николай Рындюк, Nikołaj Ryndiuk; ur. 2 lutego 1978 w Mińsku) – białoruski piłkarz, grający na pozycji napastnika, reprezentant Białorusi.
Jego atrybuty fizyczne to 177 cm i 87 kg. W reprezentacji Białorusi wystąpił 13 razy. Obecnie występuje w łotewskim zespole Daugava Daugavpils. Wcześniej występował w białoruskich zespołach takich jak: Źmiena Mińsk, BATE Borysów i Dynama Mińsk, rosyjskich Lokomotiw Moskwa, Lokomotiw-NN Niżny Nowogród, Kristałł Smoleńsk i Rubin Kazań, tureckim Gaziantepspor oraz chińskich Shanghai Zobon, Guangzhou FC i Nanjing Yoyo.